# یارقشلاق
یارقشلاق (به ازبکی: Yorqishloq) یک منطقهٔ مسکونی در ازبکستان است که در شهرستان جلال‌قدوق واقع شده‌است. یارقشلاق ۷٬۰۰۰ نفر جمعیت دارد.